# Geoffrey Rivas
Geoffrey Rivas est un acteur américain.

## Filmographie

### Cinéma
- 1987 : La Bamba : Rudy
- 1987 : American chicano
- 1988 : L'Homme enragé : Raul Esuardo
- 1988 : Powwow Highway : Sandy Youngblood
- 1993 : Les Princes de la ville : Carlos
- 1995 : Chassé-croisé : Enrique
- 1995 : Hostile Intentions : Manuel
- 1995 : Notes from Underground : Tom
- 1996 : Au-delà des lois : le mari de la femme aux cheveux rouges
- 1999 : Running Red : Diaz
- 1999 : Passé virtuel : l'agent de sécurité
- 1999 : Luminarias : Carlos et Carmela
- 2002 : The Trip : l'officier de police
- 2003 : Sous le soleil de Toscane : Head Mover
- 2008 : Moe : Eddie
- 2012 : L'Exilée : le manager
- 2014 : Blackout total : le gérant du magasin
- 2014 : Cry Now : Dispatcher
- 2017 : Restraint : Détective Franco

### Télévision
- 1987 : Mike Hammer : Dr Morales (1 épisode)
- 1987 : Les Incorruptibles de Chicago : Devon Wayne (1 épisode)
- 1988 : Rick Hunter : Manolo (1 épisode)
- 1988 : Des jours et des vies : un informateur (2 épisodes)
- 1989 : Un flic dans la mafia (1 épisode)
- 1989-1991 : Côte Ouest : Jose Mendoza (4 épisodes)
- 1990 : Drug Wars: The Camarena Story : Pablo Seguno (3 épisodes)
- 1990 : La loi est la loi : l'acheteur de drogue (1 épisode)
- 1993 : Angle mort : un technicien
- 1994 : La Loi de Los Angeles : Ramon Escala (1 épisode)
- 1994 : Urgences : Haven (1 épisode)
- 1995 : Accusée d'amour : M. Garcia
- 1996 : Chicago Hope : La Vie à tout prix : Détective William Munoz (1 épisode)
- 1996 : Relativity : Josh (1 épisode)
- 1997 : Brooklyn South : Détective Louis Rodriguez (1 épisode)
- 1998 : Demain à la une : le gérant du bar (1 épisode)
- 1998 : Rivage mortel : Chef Ramirez
- 1998 : Pensacola : Capitaine Rivera (1 épisode)
- 1998 : Air America : Alonso (1 épisode)
- 1999 : Cracker : Alvarez (1 épisode)
- 2000 : Walker, Texas Ranger : Cruz Ortega (2 épisodes)
- 2000 : Gideon's Crossing : Rudy Ortega (1 épisode)
- 2001 : Providence (1 épisode)
- 2001 : JAG : Hector Valdez (1 épisode)
- 2001 : Espions d'État (2 épisodes)
- 2001-2004 : Washington Police : Détective Gus Mendoza (5 épisodes)
- 2001-2012 : Les Experts : Détective Sam Vega (21 épisodes)
- 2002 : New York Police Blues : Joey Gonzales (1 épisode)
- 2003 : Nip/Tuck : Silvio Pérez (1 épisode)
- 2004 : Agence Matrix : Juan Alcadar (1 épisode)
- 2004 : Cold Case : Affaires classées : Salvador Martin (1 épisode)
- 2005 : Numbers : Détective Reynolds (1 épisode)
- 2005 : Grey's Anatomy : Stu Vargas (1 épisode)
- 2006 : Lost : Les Disparus : père Chuck (1 épisode)
- 2006 : Standoff : Les Négociateurs : l'expert en terrorisme du FBI (1 épisode)
- 2006 : Destination 11 Septembre : Perez (2 épisodes)
- 2007 : Shark : Détective Roja (1 épisode)
- 2007 : Retour à Lincoln Heights : Lieutenant Turin (1 épisode)
- 2007 : La Force du pardon : Paul
- 2007 : The Closer : L.A. enquêtes prioritaires : Carlos Torres (1 épisode)
- 2008 : Breaking Bad : l'officier de police (1 épisode)
- 2008 : Prison Break : Sergent Salinas (1 épisode)
- 2009 : Saving Grace : l'agent fédéral (1 épisode)
- 2009 : Mentalist : Capitaine Bocanegra (1 épisode)
- 2010 : Private Practice : Diego (1 épisode)
- 2010 : The Whole Truth : M. Diaz (1 épisode)
- 2011 : Los Angeles, police judiciaire : Mark Robles (1 épisode)
- 2011 : American Horror Story : Détective Jack Colquitt (2 épisodes)
- 2012 : Dr Emily Owens : M. Soriano (1 épisode)
- 2012 : Dexter : Handyman (1 épisode)
- 2013 : The Fosters : Bill (1 épisode
- 2013 : Franklin and Bash : M. Keiser (1 épisode)
- 2013 : Bones : Ramon Alvarez (1 épisode)
- 2014 : Dallas : Eduardo Vega (1 épisode)
- 2015 : First Murder : Chef Hernandez (5 épisodes)
- 2016 : Scandal : Cardinal Suarez (1 épisode)
- 2018 : The Last Man on Earth : Martinez (1 épisode)
- 2018 : NCIS : Enquêtes spéciales : M. Guzman (1 épisode)
- 2018 : The Last Ship : Montano (1 épisode)
- 2019 : All Rise : Père Vincent (1 épisode)
- 2019 : The Rookie : Le Flic de Los Angeles : Howard Green (1 épisode)
- 2021 : 9-1-1: Lone Star : Député en chef De Leon (1 épisode)